# Кріттеркам
Кріттеркам (англ. "crittercam" — від «critter» — створіння, тварина, та «cam»(«camera») — камера) — це невеликий комплект інструментів, до якого входить фото- або відеокамера, і який можна прикріпити до дикої тварини для вивчення її поведінки в середовищі дикої природи. Кріттеркам National Geographic — це дослідницький пристрій, розроблений так, щоб його було легко одягати на тварин. В ньому поєднується відео- та аудіозапис, а також збір даних про довкілля, таких як глибина (в океані), температура та прискорення. Перегляд всієї цієї інформації «на живо» дозволяє дослідникам визначити, чим займаються тварини кожного дня. Кріттерками були винайдені морським біологом, фотожурналістом National Geographic — Грегом Маршаллом у 1986 році. З того часу такі механізми застосовувалися для вивчення понад 40 морських та наземних видів тварин.

## Історія кріттеркамів
Поява наземного кріттеркаму дала можливість дослідникам спостерігати за тваринами та їхньою діяльністю точнісінько в той час, коли ця діяльність відбувалась. Спершу такі камери могли лише записувати дані та робити знімки, які мали бути переглянуті в майбутньому — після того, як камеру знімуть із тварини. Вперше появившись у 2001 році, камера була розміром з півдюйма (13 мм). Мала роздільну здатність у 340 ліній і чутливість навіть до 3 люксів. На той час вона працювала на дев'ятивольтовій батареї, що давало змогу робити короткотривалі документальні записи активності тварин, а також на фунтовій (454 г) батареї для спостереження за тваринами протягом одного тижня. Розмір таких батарей постійно зростав, а разом з ним — і тривалість запису. Уривки з відеозаписів, отриманих за допомогою цього методу, транслювалися в таких телепередачах як «Great White Shark» (укр. «Велика біла акула»), «Sea Monsters» (укр. «Морські чудовиська») та «Tiger shark» (укр. «Тигрова акула»). Перший пристрій для вимірювання глибини був винайдений наприкінці 1800-х. Однак перший вимірювач глибини насправді був одягнений на тварину, а саме — на тюленя Ведделла в Антарктиці, — лише у 1964 році. Подальший розвиток у сфері зйомки у виконанні тварин — став можливим завдяки мікропроцесору, який разом із відеокамерою монтувався у спеціальний футляр для занурювання під воду, і прикріплювався до панцира довгоголової черепахи. Цей футляр і став відомим під назвою «Кріттеркам». У Грега Маршалла, винахідника пристрою, вперше виникла ідея створення Кріттеркама під час підводної прогулянки у Белізі. Під час одного занурення він зустрів акулу із рибою-причепою на ній. Тоді ж він усвідомив, що якби сконструювати камеру так, аби її можна було розмістити на тілі акули замість риби-причепи, то вчені змогли б досліджувати довкілля та поведінку акул без необхідності спускатися глибоко під воду самим. Тож він негайно розпочав працю над втіленням своєї ідеї в життя, при цьому отримуючи невеличкі гранти від Американського музею природознавства для підтримки фінансової бази його досліджень. Пізніше він забезпечив собі ще й грант від Національного географічного товариства, і розпочав розробку значно вдосконалених зразків свого першого пристрою, який він колись начепив на довгоголову черепаху. Ці прототипи були успішно встановлені на тіла акул та морських черепах. З часу початку виробництва, кріттерками використовувалися для вивчення підводного життя зелених черепах, горбатих китів, тюленів-монахів, рифових акул та багатьох інших морських тварин. При застосуванні у випадку імператорських пінгвінів, камера доводить власну користь тим, що знімає поведінку цих тварин навіть під льодом, в антарктичних водах, де жодна людина не змогла б пірнути і зробити запис вручну через надзвичайно низькі температури. Аби запевнити безпеку тварин, якщо щось погане стане відбуватися із камерою, дослідники мають змогу відчепити її від тіла тварини за допомогою дистанційного керування.

## Кріплення кріттеркама
Методи кріплення кріттеркама відрізняються, залежно від виду тварини, на яку його треба одягти. Для того, щоб одягати його на дельфінів, китів або шкірястих черепах, використовуються спеціальні всмоктувальні чашки. При одяганні на тюленів та панцирних черепах — використовуються липучі стрічки та клапті клейкого матеріалу. На акул кріттерками кріпляться за допомогою прищіпок — до плавника — щоб пристрій залишався нерухомим, коли тварини пливуть. Упряжі у вигляді наплічників для кріплення кріттеркамів — одягаються на пінгвінів. Наземні тварини, такі як леви та ведмеді — носять спеціальні нашийники для кріттеркамів. Постійно проводяться досліди та покращення в надії розробити ще більш вдосконалений метод кріплення. Маршалл стверджував, що його дуже здивувало те, наскільки швидко тварини призвичаювались до відчуття пристрою, начепленого їм на спини. Хоча початкові твердження Грега Маршалла були такі, що камера не справляє негативного впливу, і не турбує ніяким чином природної поведінки тварин у їхньому типовому середовищі, пізніше він все-таки визнав, що довжина занурень 40-, 50-фунтових пінгвінів — зменшилася на 20%, після того як на них одягли упряж. При використанні із імператорськими пінгвінами, камера доводить власну корисність, знімаючи поведінку цих тварин під льодом, у антарктичних водах, де жодна людина не змогла б пірнути і виконати запис вручну через надзвичайно низькі температури. Аби забезпечити захист тваринам на випадок, якщо щось трапиться із камерою, вчені мають змогу від'єднати її від тулуба тварини за допомогою дистанційного керування.

## Вплив кріттеркамів на ЗМІ та поп-культуру
У 2011 році Містицький акваріум та дослідницький інстут — відкрив виставку-подорож, фінансовану товариством National Geographic, під назвою «Кріттеркам: світ очима тварин». Періодичне видання під назвою «Insight on the News» опублікувало статтю, в якій стверджувалось, що команда науковців під керівництвом Клайда Ропера захотіла використати кріттеркам для зйомки та вивчення Architeuthis dux, гігантського кальмара. У 2003 році було встановлено, що кріттерками одягалися на 41 тигрову акулу, 3-х дюгонів, 3-х китових акул та 34-х черепах, а їхнім місцем проживання є австралійська затока Шарк та риф Нінґалӯ. Камера може занурюватись разом із кашалотами на глибину до 200 метрів і навіть залишатися неушкодженою в гурті косаток. 13-серійний телевізійний серіал, прем'єра якого відбулася на кабельному телеканалі National Geographic 17 січня 2004 року, транслював справжнє відео, зняте за допомогою тварин, оснащених кріттеркамом.

## Кітті-кам
Натхненні відкриттями, виконаними в результаті використання кріттеркама для вивчення поведінки різних видів тварин, National Geographic та Університет Джорджії розпочали працю над новим проектом, який дає змогу спостерігати за поведінкою домашніх котів. Пристрій, за допомогою якого має відбуватися спостереження — отримав назву «Kitty Cam» («котяча камера»). Кітті-ками забезпечують креативне рішення для вирішення частих і контроверсійних питань щодо взаємодії та поведінки котів у їхньому довкіллі. В результаті спільних зусиль дослідників були зроблені відкриття, які визначають загальні фактори, що становлять загрозу для здоров'я домашніх котів, яким доступна можливість вільно бродити по вулиці. Один з головних таких факторів — відкритість для інфекційних хвороб. 
Кітті-ками кріпляться до нашийників, які в свою чергу одягаються на котів — в той же спосіб, як і кріттерками на наземних тварин. Камери надзвичайно легкі й водонепроникні, і можуть навіть виконувати нічну зйомку завдяки можливості вмикання світла LED. У м. Атенс, Джорджія, шістдесят котів було забезпечено нашийниками з камерами, і таким чином були проведені спостереження за маршрутами та діяльністю котів в той час, як вони вільно гуляли вулицями протягом  7-10 днів. Експеримент повторювався багато разів і завдяки йому було отримано багато різних результатів — із різноманітних територій та пір року. Після першого експерименту кріттерками 55-ти котів принесли результати, придатні для перегляду й дослідження — із середньою тривалістю у 37 годин зйомки на одного кота. Щодо хижацьких нахилів котів — то зйомки показали, що 44% котів у Атенс полюють на диких тварин. Більшістю тварин, на яких полювали кішки — були різноманітні дрібні ссавці, рептилії та безхребетні. Дослідження виявили, що вуличні коти проявляють хижацьку поведінку протягом тепліших періодів року. Звичними факторами ризику, з якими стикалося використання кітті-камів — були переходи вулиць, зіткнення з іншими котами, поїдання/пиття речовин поза домом, дослідження водостічних систем, а також потрапляння у підвали, які могли б стати пасткою для кота.

## Інше
На даний момент найменшою твариною, на яку одягали справжній кріттеркам, є все-таки імператорський пінгвін. Інформація та відеоматеріали, отримані за допомогою кріттеркама, були використані у документальному фільмі, який удостоївся нагородження Оскаром — «Марш пінгвінів» (англ. "March of the Penguins").
У Музеї науки (Бостон), існує виставка на тематику кріттеркамів. Виставка невдовзі почне переїжджати до інших музеїв. Вона дасть людям змогу брати участь в інтерактивних показах та на власні очі побачити різноманітні моделі кріттеркамів.